# Chrysotus distinctus
Chrysotus distinctus är en tvåvingeart som beskrevs av Van Duzee 1924. Chrysotus distinctus ingår i släktet Chrysotus och familjen styltflugor. Inga underarter finns listade i Catalogue of Life.